# لماذا لست مسلما (كتاب)
لماذا لستُ مسلما هو كتاب من تأليف ابن وراق انتقد فيه الإسلام والقرآن، ونُشر لأول مرة من قبل دار بروميثيوس في الولايات المتحدة عام 1995، عنوان الكتاب مستوحى من مقالة شهيرة للمفكر والفيلسوف البريطاني برتراند راسل «لماذا لست مسيحيَّاً» (1927)، ينتقد فيها راسل الدين المسيحي الذي تربى فيه.
استخدم مؤلف الكتاب اسماً مستعاراً هو «ابن وراق»، خوفاً من أي أعمال عدائيَّة ضده خصوصاً بعد التهديدات والفتوى التي أهدرت دم سلمان رشدي، ويصف ابن الوراق كتابه بأنَّه دعوة لاستخدام العقل وتحفيز للتفكير العقلاني، ويبحث في حقيقة الإسلام وطبيعته، وينتقد فيه الكثير من الخرافات المنسوبة للإسلام، واللاهوت الديني الإسلامي، ويُشكِّك في الإنجازات التاريخيَّة الإسلاميَّة، والتأثير الثقافي والإيديولوجي الإسلامي، يعتمد ابن الوراق على الدراسات والأبحاث السابقة وعلى المراجع الإسلاميَّة ويجمع منها كميَّة كبيرة من الدلائل والأمثلة على أوجه من قصور الدين الإسلامي، ويؤكَّد أنَّ الإسلام لا يتوافق مع الحقوق الفردية للإنسان، ولا مع الحريَّات العامة، والديمقراطية، والعلمانيَّة، وأسس الدولة الحديثة.

## شخصيَّة ابن وراق
ابن ورَّاق هو اسم مستعار لكاتب علماني من أصول باكستانيَّة، وهو أيضاً مؤسِّس المعهد العلماني للمجتمع الإسلامي، من المعلومات المتوافرة عن ابن وراق أنَّه ولد في الهند عام 1946 لأبوين مسلمين هاجرا من باكستان ودرس في جامعة أدنبرة في بريطانيا، يٌركِّز ابن الورَّاق في كتاباته على مواضيع مثل أصل القرآن وحياة النبي محمد ويدعو لنشر مبادئ العلمانية في صفوف المسلمين.

### شخصيَّات أثَّرت فيه
حاول ابن وراق في كتابه السير على خطا الفيلسوف البريطاني الشهير برتراند راسل في كتابه لماذا لست مسيحيَّاً.
«لماذا أنا لست مسيحياً» هو مقال طويل لراسل كان في الأصل محاضرة ألقاها في 6 مارس 1927 في قاعة بلدة باترسي تحت رعاية الجمعيَّة العلمانيَّة بجنوب لندن، وتم نشره لاحقاً ككتيِّب وتم نشر عدة طبعات منه باللغة الإنكليزية وتُرجم إلى عدة لغات عالميَّة، في بداية الكتاب يضع راسل تعريفاً لمصطلح «المسيحي»، وبعدها يشرح لماذا لايؤمن بالله والجنة والنار، ولماذا يعتقد أنَّ المسيح ليس هو أفضل وأكمل البشر وأكثرهم حكمة، ومن ثمَّ يبدأ في نقاش اللاهوت المسيحي بشكل مفصَّل ويعارض نظرية التصميم الذكي ويدعم نظرية داروين التي تُفسِّر نشوء الحياة وأصلها، ويشكِّك راسل في الوجود التاريخي لشخصيَّة المسيح، ويرفض الأخلاق الدينيَّة لأنها تقوم على مبدأ الخوف من العذاب وليست نابعة من ضمير الإنسان.
سلمان رشدي هو كاتب روائي بريطاني من أصول هنديَّة، تعود شهرته إلى روايته آيات شيطانيَّة The Satanic Verses التي نُشرت عام 1988 ونال عليها جائزة ويتبيرد، تسبَّبت هذه الرواية بضجة كبيرة في العالم الإسلامي لأنَّها اعتبرت مُسيئة لنبي الإسلام محمد وصحابته والعديد من المفاهيم والمقدَّسات الإسلاميَّة الأخرى.
مباشرةً بعد صدور الرواية تلقَّت دار النشر التي طبعت الكتاب في بريطانيا آلاف رسائل التهديد والاتصالات الهاتفيَّة التي تدعو لسحب الكتاب من الأسواق، وخرجت عشرات المظاهرات المُندِّدة بالكتاب وبسلمان رشدي حول العالم، منها مظاهرة كبيرة في برادفورد في بريطانيا نفسها، ومنعت الكثير من الدول دخول الكتاب أو نشره في أراضيها ومنها: إندونيسيا، سنغافورة، سريلانكا، تايلاند، فنزويلا، كينيا، جنوب إفريقيا، بنغلاديش، إيران، تركيا، باكستان، بالإضافة للدول العربيَّة، وفي 14 فبراير 1989 أصدر الخميني فتوى تبيح قتل سلمان رشدي، كلُّ هذه العوامل وغيرها ساهمت في لفت أنظار وسائل الإعلام الغربي لهذه الرواية.
يعتقد بعض النقاد أنَّ ابن وراق متأثِّر بكتابات سلمان رشدي وأسلوبه الأدبي، وأنَّه عمد إلى النشر تحت هذا الاسم المستعار خوفاً من التهديدات التي تلقَّاها سلمان رشدي من قبل.

## طبعات الكتاب
- الطبعة الإنكليزية الأولى، دار بروميثيوس في الولايات المتحدة الأمريكية، 1995
- الطبعة الفرنسية، دار إيج ديهيومي Age d'homme، 1999
- الطبعة الفارسية، 2000
- الطبعة الإنكليزيَّة الثانية، دار بروميثيوس في الولايات المتحدة الأمريكية، 2003
- الطبعة الإسبانيَّة، دار إديسونيس ديل برونثي Ediciones del Bronce، 2003
- الطبعة الدنيماركيَّة، دار ليندهاردت Lindhardt og Ringhof، 2004